# Szopláki-ördöglyuk
A Szopláki-ördöglyuk Magyarország fokozottan védett barlangjai közül az egyik. A Duna–Ipoly Nemzeti Parkban lévő Pilis hegységben, Pilisszentkereszten található. A feljegyzések szerint első látogatása 1883-ban történt. A Pilis hegység ötödik leghosszabb és harmadik legmélyebb barlangja. Jelentős denevér-telelőhely. Turista útikalauzokban is ismertetve van. Schafarzik Ferenc 1884-ben publikált tanulmánya szerint a Pilis hegység legnevezetesebb barlangja. Ferencz Károly 1953-ban megjelent dolgozata szerint a Pilis hegység legnagyobb barlangja.

## Leírás
Legkönnyebben a Pilisszentkereszt központjától a Két-bükkfa-nyereg felé tartó, zöld sáv jelzésű turistaúton közelíthető meg. Pilisszentkereszt központjától kb. 3 km-re található. A település központjától haladva a bal oldalon, közvetlenül az út mellett, az úttal párhuzamos sziklafal aljában van a barlang vaskorláttal védett, függőleges bejárata. Nyílását a turistatérképek is jelölik Ördög-lyuk néven.
A Kis-Szoplák délkeleti oldalán, a Hármas-forrás völgyében, 486 méter tengerszint feletti magasságban nyílik. A barlangot a triász időszaki mészkőben meleg vizek alakították ki, majd később víznyelővé vált, de jelenleg inaktív. Hossza 430 m és mélysége 111 m. A barlang elágazó, aknákkal tagolt. A falakon szép oldott formák jöttek létre. Néhány helyen cseppkövek is megfigyelhetők járataiban. Sok denevér telel benne, a Belső-terem nevű kiöblösödés alját vastag guanóréteg borítja. A Budai-hegység és a Pilis hegység egyik legfontosabb denevértanyahelye.
A barlang biológiai értékei miatt fokozottan védett, ezért a Duna–Ipoly Nemzeti Park Igazgatóság engedélyével szezonálisan, a denevérek telelési időszakának kivételével látogatható. Le van zárva és bejárásához kötéltechnikai eszközök használata kell. Jelenlegi neve először 1984-ben jelent meg nyomtatásban.
További nevei:
- Ördög-barlang (Szeghalmy 1937)
- Ördög-lyuk (Boros 1971)
- Ördöglyuk (Thirring 1900)
- Ördöglyuka (Pesty 1888)
- Ördöglyuk-barlang (Szeghalmy 1937)
- Pilisi Ördöglyuk (Bertalan 1976)
- Szoplaki-barlang (Gonda 1982)
- Szoplaki-ördöglyuk (Mezei 1967)
- Szoplaki ördöglyuk (Kadić 1920)
- Szoplaki Ördöglyuk (Barcza, Thirring 1920)
- Szoplaki-Ördöglyuk (Neidenbach 2005)
- Szoplaki-Ördög-lyuk (Bertalan, Schőnviszky 1976)
- Szopláki Ördöglyuk (Bertalan 1976)
- Szopláki-Ördöglyuk (Rónaki 2012)
- Trisztoki ördöglyuk (Kadić 1921)
- Trisztoki Ördöglyuk (Bertalan 1976)

## Kutatástörténet

### 1884–1900

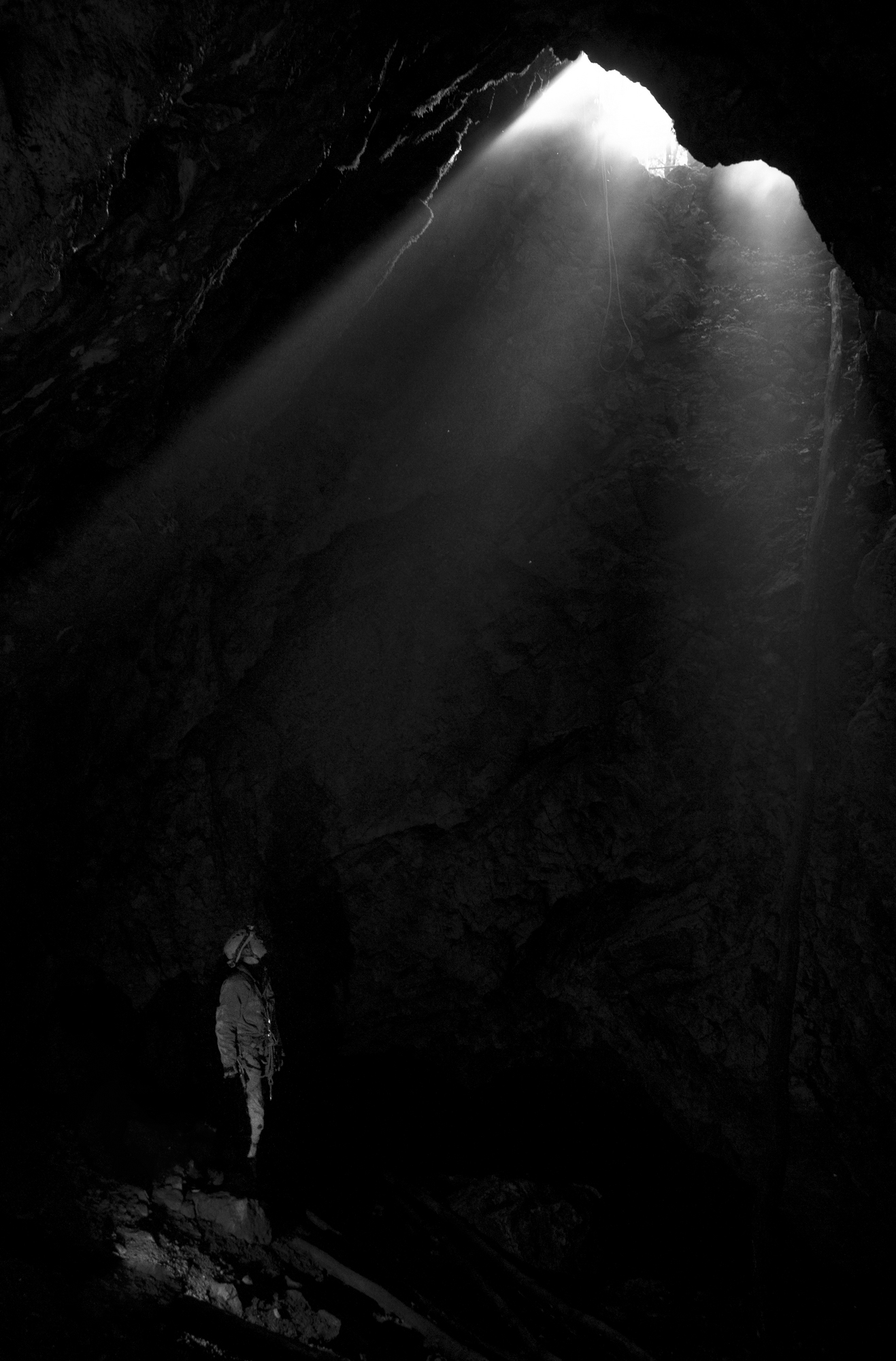
Szopláki-ördöglyuk, a bejárati akna alján

Schafarzik Ferenc az 1884. évi Földtani Közlönybe azt írta, hogy a Pilis hegységben elég gyakoriak a kisebb-nagyobb odúk, de ezeket értelmetlen lenne felsorolni. Ezért csak a legnevezetesebbet, az Ördög-lyukat ismertette röviden. A barlang a Két-Bükk nyeregtől DDK-i irányba kb. 1200–1300 lépésre, az út Ny-i oldalán, erdő szélén, néhány fa között elrejtve helyezkedik el. A bokrokat széthajtva egy meredek dachsteini mészkő sziklafal látható, amelynek tövében több méter átmérőjű lyuk van. Ez a félhomályban csak kb. 15–20 m mélynek tűnt, de a beledobott kövek gurulásából következtetve, valamint a környéken élők állításai szerint még tovább kellett lefelé folytatódnia a barlangnak ezen előcsarnokából. Az előcsarnokba fiatal, hosszú fatörzseken csúszva jutottak le Schafarzik Ferencék. Amikor leért kísérőivel a lefelé egyre táguló üreg fenekére, amely D-re lejt és törmelékkel van borítva, látták, hogy innen több irányba ágazik szét a barlang.
ÉNy-i oldalából két szűk folyosó indul (ahogy ezt a mellékelt rajzon látni). Az É-i folyosó kezdetben felfelé, azután pedig lefelé halad és vakon végződik. Ez kb. 17 m hosszú, átlag 1 m széles és 2 m magas, de csak néhány kitáguló helyen lehetett állva előre jutni, többször csak hason csúszva lehetett haladni. A másik folyosó egy ugyanilyen szűk csatorna, amely D-re és É-ra kanyarodik, de leginkább Ny-ra és lefelé megy, kb. 21 m hosszú, azaz csak eddig jutottak el, mert víz alatt volt a többi része. Az előcsarnokba visszatérve az előcsarnok DNy-i oldalán lévő lefelé menő kürtőhöz mentek, ahol ezalatt az idő alatt a bányászok több erős gerendát fektettek keresztbe, amelyekre csigát kötöttek. Tűzoltó övekkel és kapcsokkal ereszkedtek le kb. 25 m-re, ahol ismét kevésbé meredek talajt éreztek lábaik alatt. A fejük felett körülvilágítva azt látták, hogy a mennyezet szép 1,5 lábnyi cseppkőcsapokkal van díszítve.
A talaj, amelyen álltak, mázsás mészkődarabokkal volt borítva, amelyeken átbukdácsolva D-i irányba kb. 18 m-t mentek előre. Itt, a barlang középpontjában megálltak és áttekintették, valamint megbecsülték méreteit. Ennek a teremnek a hossza 28–30 lépés, szélessége 10 lépés (1 lépés 1 méter) és magassága a közepén 10 m. Ez a terem a barlang legmélyebb pontja, 56 m-re van a bejárattól. D-i vége csónakszerűen felfelé hajlik. A sok denevértől fekete volt a barlang mennyezete, míg feneke az évszázadok alatt összegyűlt guanóréteggel (1–2 láb) volt feltöltve. A teljes barlang dachsteini mészkőben van, de rétegződést tisztán sehol sem látott Schafarzik Ferenc. Kétségtelen, hogy a barlang (ahogy a többi mészkőbarlang is) kilúgozás, részben (az alsó tágabb rész) beomlás miatt keletkezett. A tanulmányban látható a barlang alaprajz térképe és hosszmetszet térképe.

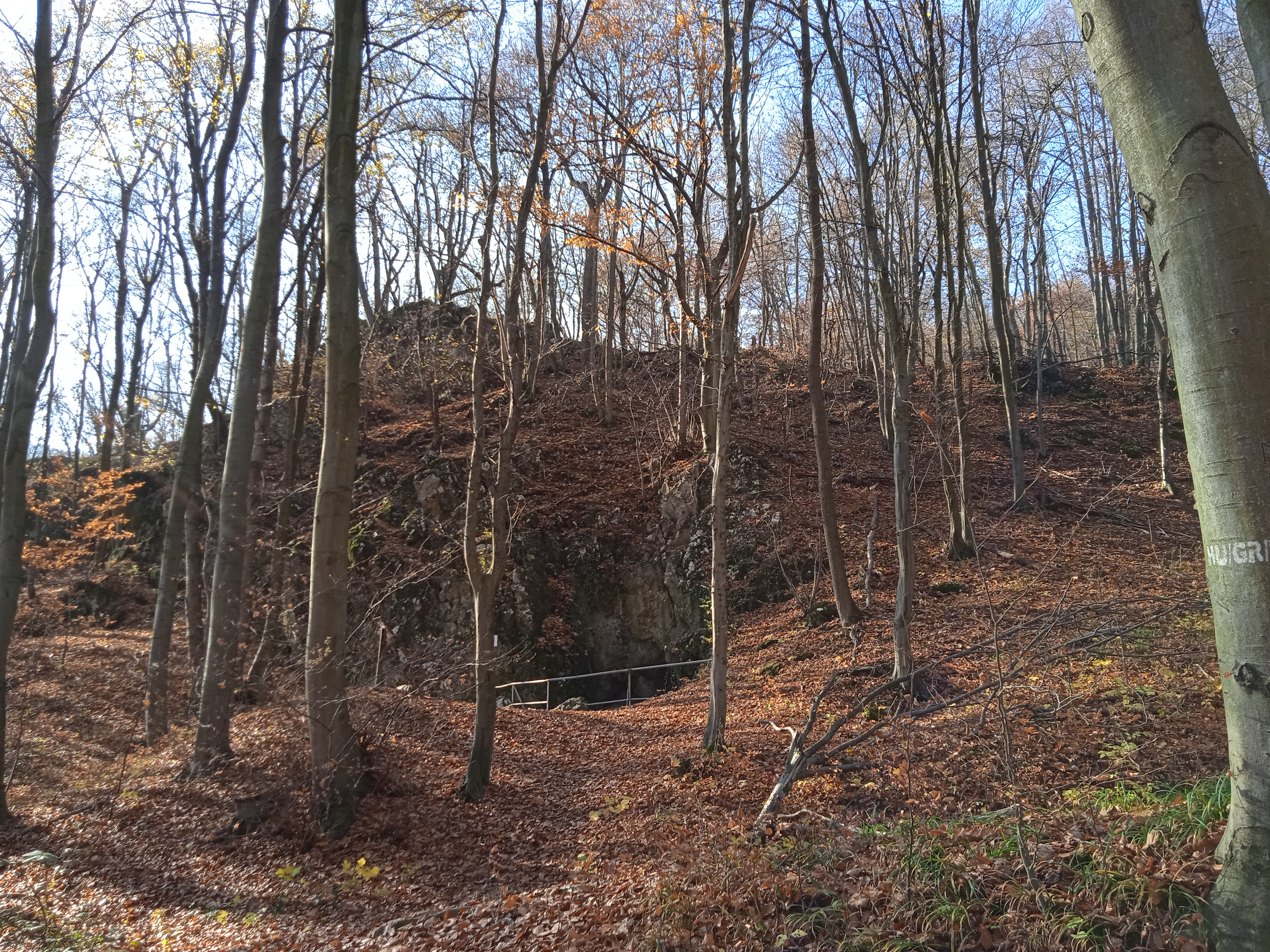
A Szopláki-ördöglyuk bejárata 2021-ben

Pesty Frigyes 1888-ban megjelent könyvében meg van említve, hogy az Ördöglyuka egy barlang, amely a Pilis hegy aljában, Pest megyében, Szent Kereszt falu határában van.
Az 1900-ban kiadott, Budapest környéke című könyvben arról van szó, hogy a Pilisszentkeresztről a Mexikóra vezető sárga jelzésű szekérúton az erdőt elérve, nemsokára balra, kissé az út felett van az Ördöglyuk nevű üreg bejárata. Az Ördöglyuk egy dachsteini mészkő sziklafalban tátongó, több méter átmérőjű lyuk, melynek előcsarnoka lefelé egyre tágul és több irányba ágazik szét. Egyik ága 17, másik 21 m hosszú, utóbbinak nagy része víz alatt van. Az előcsarnok DNy-i oldalán lévő kürtőn Schafarzik Ferenc 25 m-re ereszkedett le, ahol 15–30 cm hosszú cseppkövek borították a mennyezetet. D-i irányba még 18 m-re haladt előre egy kb. 30 m hosszú és 10 m széles teremben, amely 10 m magas volt. (Mélysége a külső nyílástól 56 m.) A barlang fenekét évszázadok alatt keletkezett, 0,5 m vastag guanóréteg fedte. Később gyakran jártak benne kincskeresők. A szekérúton az Ördöglyuktól tovább haladva egy híd található.

### 1915–1959
Az 1915. évi Barlangkutatásban az van írva, hogy a Pilis hegységben viszonylag kis területen három, a nép által Ördöglyuknak elnevezett barlang ismert. Az egyik a Pilisszentkereszt és Pilisszentlélek közötti megyei út mentén, a Tristoki-völgyben, a Vaskapu-sziklák közelében elhelyezkedő zsomboly. A másik kettő a Solymári-ördöglyuk és a Klotild-telepnél lévő Ördöglyuk. A nép Ördöglyukaknak a legkülönbözőbb típusú barlangokat nevezi.

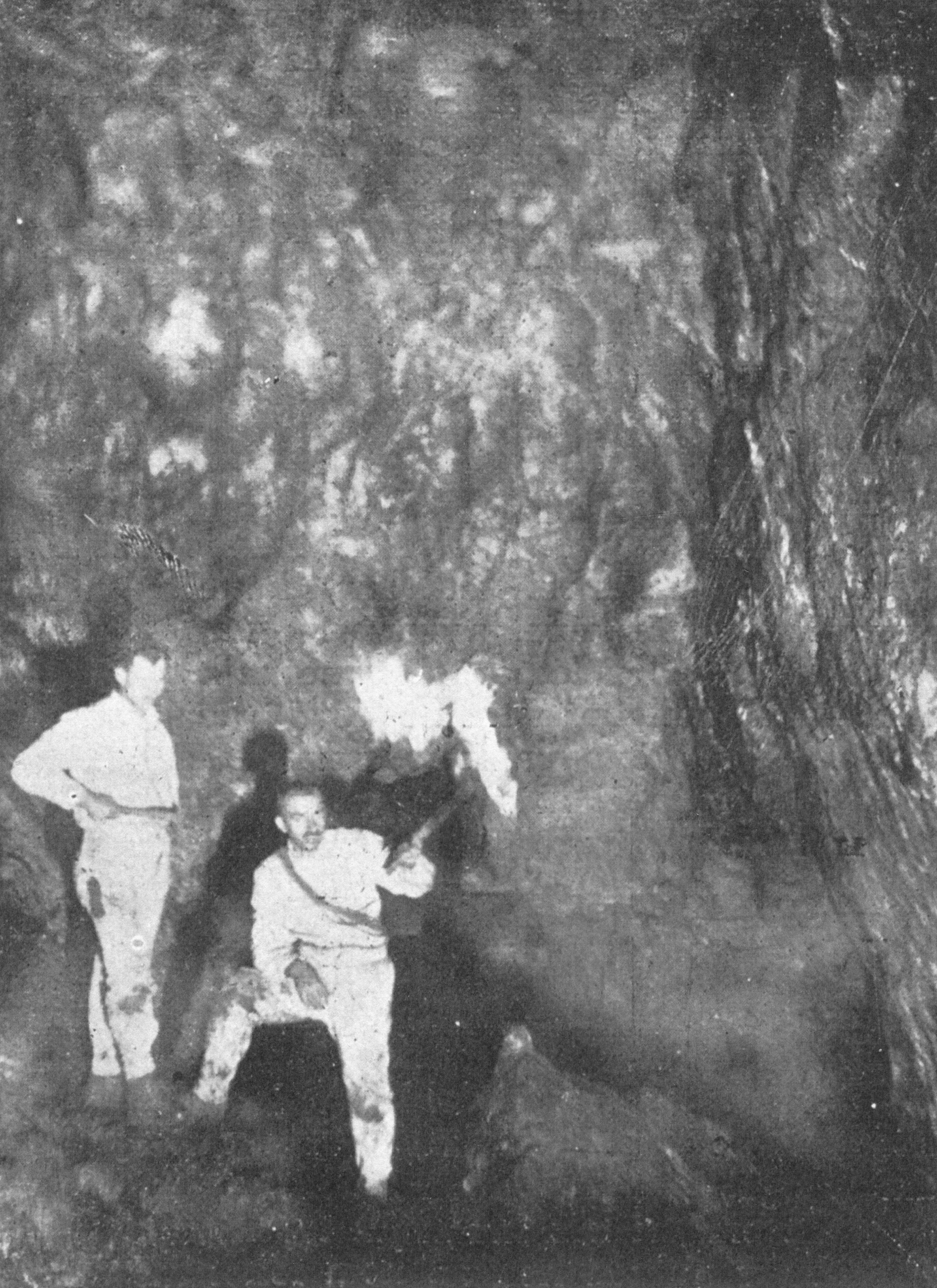
A Szopláki-ördöglyuk egyik részének 1913-ban publikált fényképe (fénykép: Szücs Gyula)

Az 1920-ban napvilágot látott, Budapest Duna-jobbparti környéke című kiadványban szó van arról, hogy Pilisszentkeresztről elindulva, a Golyvás-forrás, majd egy fahíd után, az út mellett, a bal oldalon van a Szoplaki Ördöglyuk, amely egy mohos szikla aljában helyezkedik el. Az Ördöglyuk dachsteini mészkőben tátongó barlang, melynek előcsarnoka egyre tágul lefelé haladva, majd egy 17 m hosszú és egy 21 m hosszú járatra ágazik. Az előcsarnok DNy-i oldalán található kürtő 25 m mélységben lévő mennyezetét 15–30 cm hosszú cseppkövek fedik. D-i irányban, 18 m-rel arrébb nyílik egy nagyobb (30×10×10 m) terem, amelynek mélysége a barlangbejárattól 56 m. A nehezen járható barlang fenekét évszázadok alatt keletkezett guanóréteg borítja. Az 1920. évi Barlangkutatásban kiadott könyvismertetésben, amely a Budapest Duna-jobbparti környéke című könyvről szól, meg van említve, hogy a könyvben le van írva a Szoplaki ördöglyuk.
1921-ben a Budapesti Egyetemi Turista Egyesület tagjai sok, Pilis-vidéken elhelyezkedő barlang térképezését kezdték el. Pl. elkészítették a Szoplaki Ördöglyuk alaprajz térképét maguk szerkesztette teodolit segítségével. Az 1921. évi Barlangkutatásban szó van arról, hogy a BETE Barlangkutató Szakosztálya 1921-ben átgondoltan átkutatta és felmérte a Pilisben lévő jelentősebb Trisztoki ördöglyukat. A barlang pontos felmérését és térképezését a szakosztály technikus tagjai végezték. Az 1924-ben megjelent, Budapest Duna-jobbparti környéke című kiadványban meg van ismételve az 1920-ban publikált könyv Szoplaki Ördöglyukat (Ördöglyuk) bemutató része.
Az 1926–1927. évi Barlangkutatásban szó van arról, hogy az 1923–1924-ben Tasnádi Kubacska András és Véghelyi Lajos által végzett denevér-megfigyelések során, 1924. február 21-én nyugati piszedenevér (Barbastella barbastellus Schreb.) (det. Kubacska–Véghelyi) egy hím egyede lett gyűjtve a Szoplaki ördöglyukból. A barlang mezozoós mészkőben helyezkedik el és télen-nyáron ugyanolyan nedves. A denevér a bejárathoz közel, az egyik folyosó falán függött, bundája a ráfagyott párából álló, vékony kéreggel volt fedve. Tasnádi Kubacska András úgy tudja, hogy Magyarországon ez a biztosan meghatározott harmadik nyugati piszedenevér egyed.
A Turisták Lapja 1929. évi évfolyama szerint a Budapesti Egyetemi Turista Egyesület megalakította barlangkutató szakosztályát és munkaterületéül a Pilis hegységben lévő barlangokat választotta. A munka elkezdődött és az ifjú, leginkább technikusokból álló barlangkutató turistacsoport, név szerint Györgyfalvay Dezső, Frank István, Fuchs Károly, Kessler Hubert, Kiss Gyula és mások elkezdték pl. a Szoplaki ördöglyuk feltárását és felmérését. Ezeknek a kutatásoknak szép eredményei lettek, de még nem lettek nyilvánosságra hozva.
A Turisták Lapja 1931. évi évfolyamában az olvasható, hogy a Csévi-barlang ásatása után a Pilis hegység többi barlangjában az ősember utáni kutatás már nem tűnt észszerűnek, mert pl. az Ördöglyuk guanóval telt mély és szűk zsombolya csak kötélmászást kedvelő turistákat érdekelhet. A barlang a Pilis hegy ÉNy-i oldalán, a Pilisszentkeresztről a Két-Bükkfa-nyergen át Pilismarótra tartó út mentén (ezen az úton vonultak a tatárok és a törökök Esztergomot elfoglalni) található. Bekey Imre Gábor Klotildbarlangnak nevezte el a környéken élők által Ördöglyuknak nevezett barlangot, mert a Solymári-ördöglyuknak és a Pilis hegy ÉNy-i oldalán lévő ravaszlyuknak is ez a neve, ezért félreértések adódhatnak.

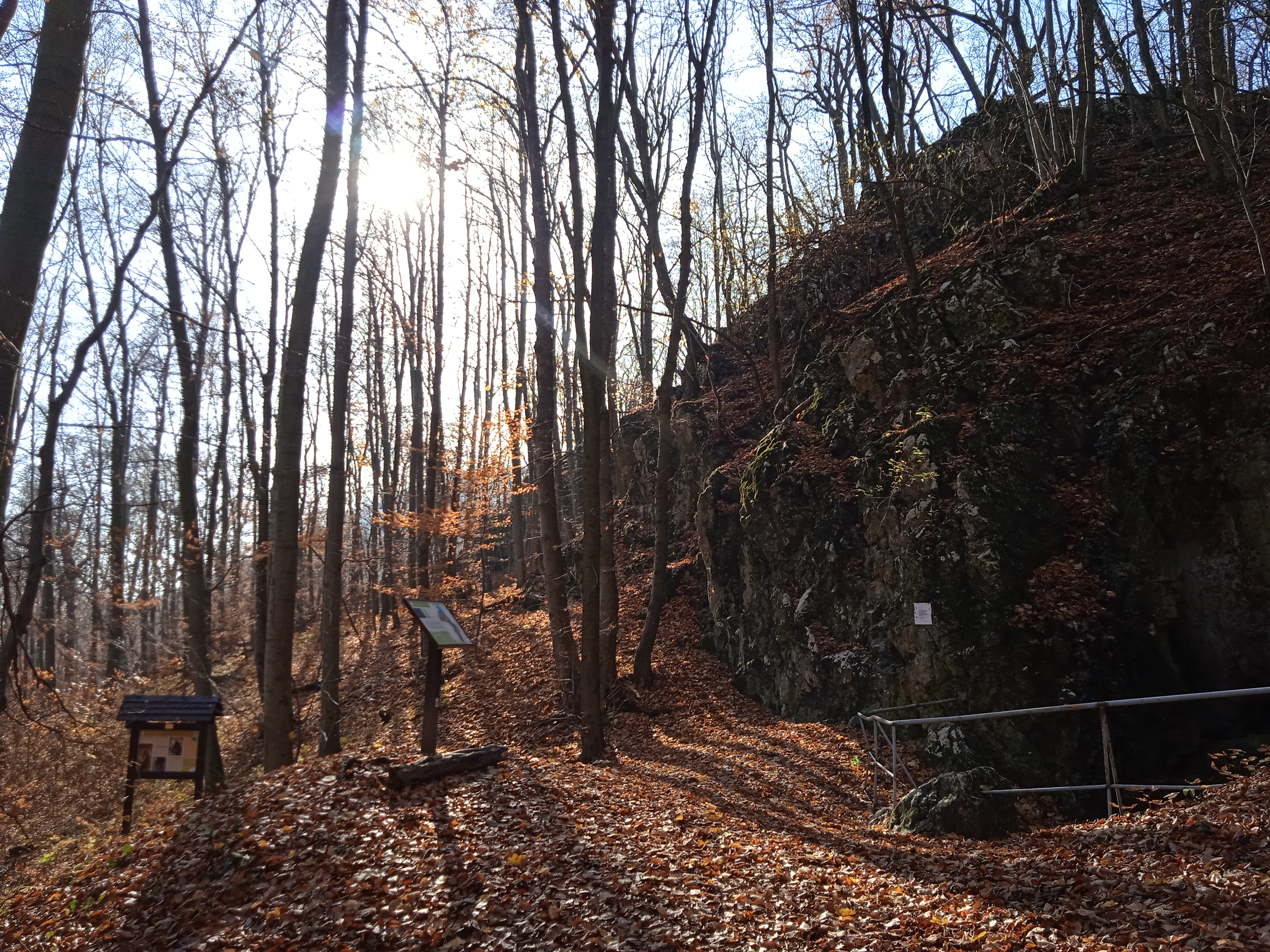
A Szopláki-ördöglyuk bejárata 2021-ben

Az 1932-ben megjelent és Dudich Endre által írt könyvben, a Pilis hegység és a Visegrádi-hegység barlangjairól szóló részben meg van említve, hogy a Szoplaki Ördöglyuk Pilisszentkereszt határában van. Néhány helyen mélybe szakadó barlang, amelyben sok denevértrágya található. Nincs átkutatva tudományosan. Szép cseppkőképződmények figyelhetők meg egyes részein. A barlangismertetés két irodalmi mű alapján lett írva. 1935-ben publikált írásában Földváry Miksa arról számolt be, hogy a barlang Pilisszentkereszttől ÉNy-ra, a Kis-Szoplak alatt lévő mexikói völgyben, a pilisszentkereszti királyi közalapítványi erdőhivatal kezelése alatt álló erdőben van. A kb. 50 m hosszú barlang mennyezetét cseppkövek fedik, alját pedig denevértrágya borítja. Állítólag régi pénzeket és enyészetnek indult miseruhákat találtak benne.
A Turisták Lapja 1937. évi évfolyamában lévő és Schőnviszky László által írt tanulmányban az olvasható, hogy a Szoplaki Ördöglyuk Pilisszentkereszt határában, a két-bükkfa-nyergi út mentén, a Kis-Szoplak tövében nyílik. Két szintből áll a barlang. A bejárat a felső szint termének beszakadt mennyezetén 12 m-es ereszkedéssel vezet a barlangba. Innen az alsó szintre vezető 25 m-es kürtőn kívül még három, egy 11, egy 15 és egy 20 m-es oldaljárat nyílik. Az alsó szint 57 m hosszú teremsorozatból áll, amelyben néhány helyen szép cseppkőképződmények vannak. 1799-ben Vályi András a Pilis hegyben több barlangot említett, amik állítólag régi ércbányák maradványai. Valószínűleg ezek közé sorolta az Ördöglyukat is. Schafarzik Ferenc ismertette 1884-ben, aki bemászta a nagyon bonyolult és nehezen járható barlangot. Az ő leírását vette át Szücs Gyula, aki viszont Szabó József pesti egyetemi tanárt is megemlítette, aki szerint egész folyó van a barlang alatt. Állítólag Szabó József az 1860-as években e folyóba kacsákat engedett. A kacsák Szentendre közelében jöttek felszínre.

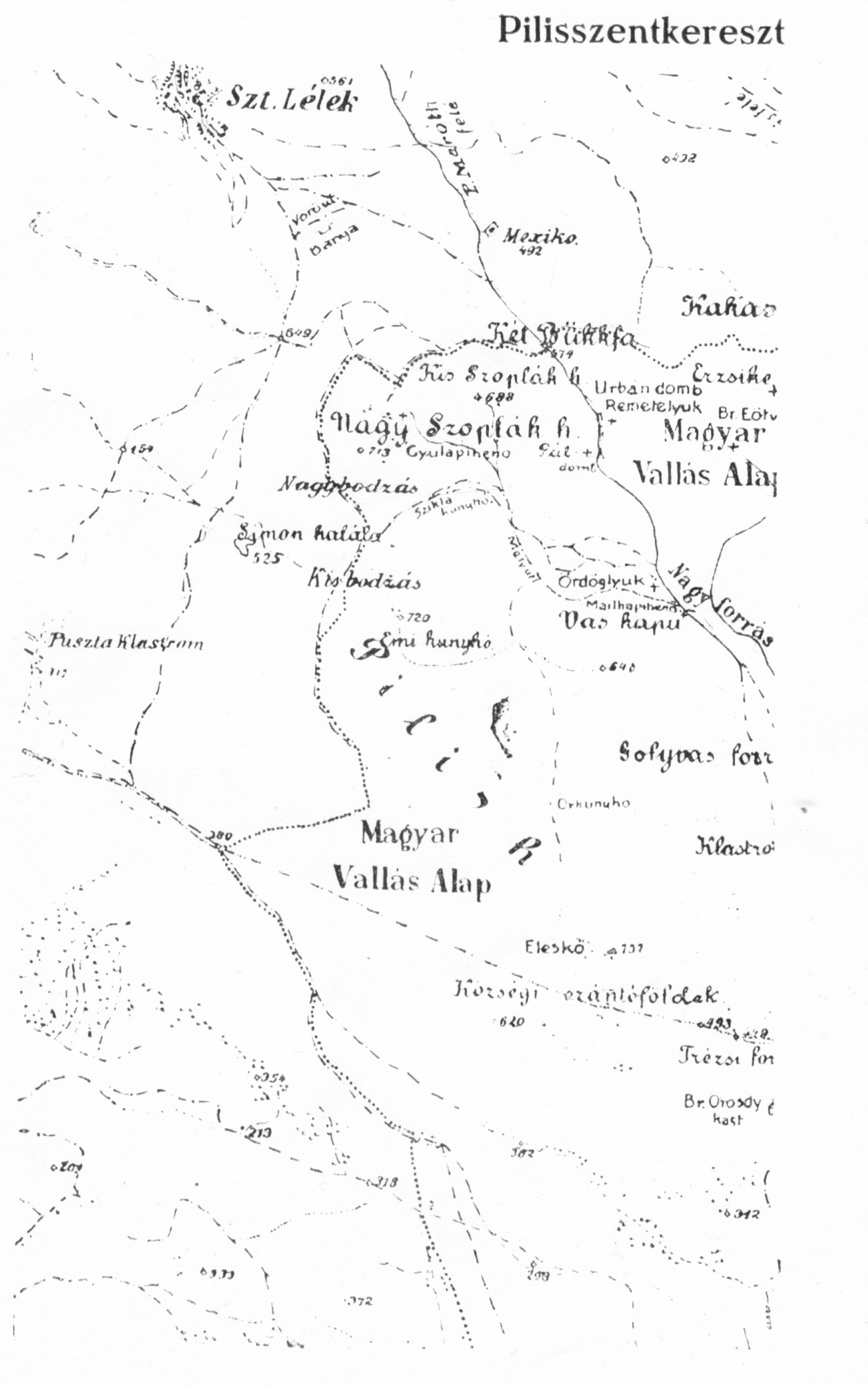
A Szücs Gyula 1913-ban kiadott könyvében lévő térkép (Pilisszentkereszt és környéke) egyik fele, amelyen látható a Szopláki-ördöglyuk (a térképen Ördöglyuk) földrajzi elhelyezkedése

Az 1937-ben megjelent és Szeghalmy Gyula által írt könyvben meg van említve, hogy a Pilis hegységben fekvő Pilisszentkereszt mellett lévő Ördög-barlang mélyén átfolyik a kristálytiszta víz. A Pilis-csoport említésre méltó egyik barlangja, bejárásra érdemes egyik része az Ördöglyuk (Ördöglyuk-barlang) föld alatti világa. A Pilisszentkereszt és Pilisszentlélek közötti országút bal oldalán, közvetlenül az erdő szélén helyezkedik el az Ördöglyuk. A barlang a málló, törékeny dachsteini mészkőbe hatalmas, kútszerű bejárattal mélyed. Az akna fenekén jobbra-balra nyílnak járatai, amelyeknek falain nagyon jól látható a köztük egykor örvénylően rohanó víz sodró-faragó munkája. Jobb oldali járata alacsony és szűk, ezért csak guggolva lehet benne haladni. A bal oldali járat viszont mély, szakadékos kavernájú és hatalmas sziklatömbökkel van tele. Néhány helyen tág teremmé bővül az üreg. Cseppkö borítja falait, amelyek nedvesek. Alján kristálytiszta víz folyik és tűnik el a sziklafal egyik hasadékában. A talaj sáros az állandóan csepegő víz miatt és süpped a vastagon összegyűlt denevérguanó miatt. A barlangban lévő levegő hideg, ezért az ember ajkát sűrű páraként hagyja el a lehelet. Csak megfelelő felszereléssel járható a nagyon érdekes barlang.
A kiadvány másik részében szó van arról, hogy a Hármas-forrás völgyénél, az út bal oldalán a térképen barlang van jelölve. És tényleg, rövid gyaloglás után hatalmas, mohos sziklafal bukkan elő a fák közül, majd az útról letérve pár lépés után egy függőlegesen lefelé tartó barlang sötét bejárata látható a sziklafal alatt. A barlangot Ördöglyuknak nevezik a környéken élő babonás emberek, valamint azt mesélik, hogy a sátán minden újhold éjszakáján a barlang előtti úton leselkedik és az arra járó vándort elragadja, majd az Ördöglyukon át leviszi a pokol mélységeibe. Első pillanatra tényleg félelmetes az a szédületes mélység, amely ott ásít az ember lába előtt. Szeghalmy Gyuláék hiába kúsztak az üreg mellett lévő sziklapárkányra, hogy a barlang aljára lenézzenek. Olyan mély a sziklakút, hogy alja sehogy sem figyelhető meg, csak az oldalak törmelékhalmai. A kút melletti fa törzséhez kötött kötélen lehet leereszkedni az üregbe, hogy megtudjuk, milyen egy mészkőben kialakult sziklalabirintus.
Lefelé ereszkedünk az aknafal kiálló dudoraira támaszkodva lábainkkal. A bejárat peremétől 7–8 m-re a fal befelé hajlik úgy, hogy csakhamar egészen a karunkra vagyunk utalva az ereszkedésben. A fenék 14–16 m mélységben érhető el. A levegő olyan hideg és olyan nyirkos, hogy láthatóvá válik a kilehelt pára. A nedves, sáros és síkos talaj a vastag denevérguanó miatt süpped. A parányi zuzmótelepekkel fedett falak feketén csillognak, de ha megkarcoljuk, akkor sziporkáznak a karc alatt a szikla hófehér kristályai. Olyan, mintha egy 100–120 m² alapterületű kút fenekén állna az ember. Felülről megtörten szökik le pár sugárnyaláb, és mint a mélybe hajított kő, úgy ér el idáig a bejáratnál maradt társ kíváncsi hangja. Szeghalmy Gyuláék homályhoz hozzászokott szeme kereste az oldaljáratok bejáratait. Itt az egyik, ott a másik. Égő gyertyával kezükben mentek be a jobb oldali, egy méter széles és alig másfél méter magas folyosóba, hogy megnézzék a mélység mit rejt magában.
A talajt kőgörgeteg borítja. Mély repedések tátonganak néhány helyen, melyek betekintést nyújtanak a mészkőtömb belsejébe. Nagyon lejtve kanyarog a folyosó. A mindig szivárgó víz csillog a falakon. A víz olyanná változtatja a dudoros felületet, mintha be lenne vonva tükröző zománccal. Guggolva kúsztak tovább. A járat alját fedő kőgörgetegen látszik, hogy néha át szokott folyni rajta zuhogó víz. Ezért valahol a pokoli mélységben lefolyása van a víznek. És tényleg, ahogy figyeltek, valami elhaló suhogást hallottak a mélységből, amely olyan volt, mint amikor a gyorsan folyó sekély patak átcsúszik a meder lapos kövén. Pár pillanat múlva egy föld alatti patak partján guggoltak, amely olyan hidegnek tűnt mint a jég és olyan kristálytiszta volt, hogy a rávilágító gyertya fényében látszott a patak fenekén lévő finom, lisztszerű törmelék görgése. Nem tudták, hogy hova folyik a víz, kiér-e valahol a felszínre, vagy az útjában található egyik repedésen hullik ismeretlen mélységekbe. Nem tudtak átmenni az alig másfél méter széles patakon. Úgy tűnt, hogy az üreg mennyezete hirtelen bezárul. Ez azonban csak a látszat volt, mert a barlang szerkezete sejteni engedte, hogy van folytatása a folyosónak.

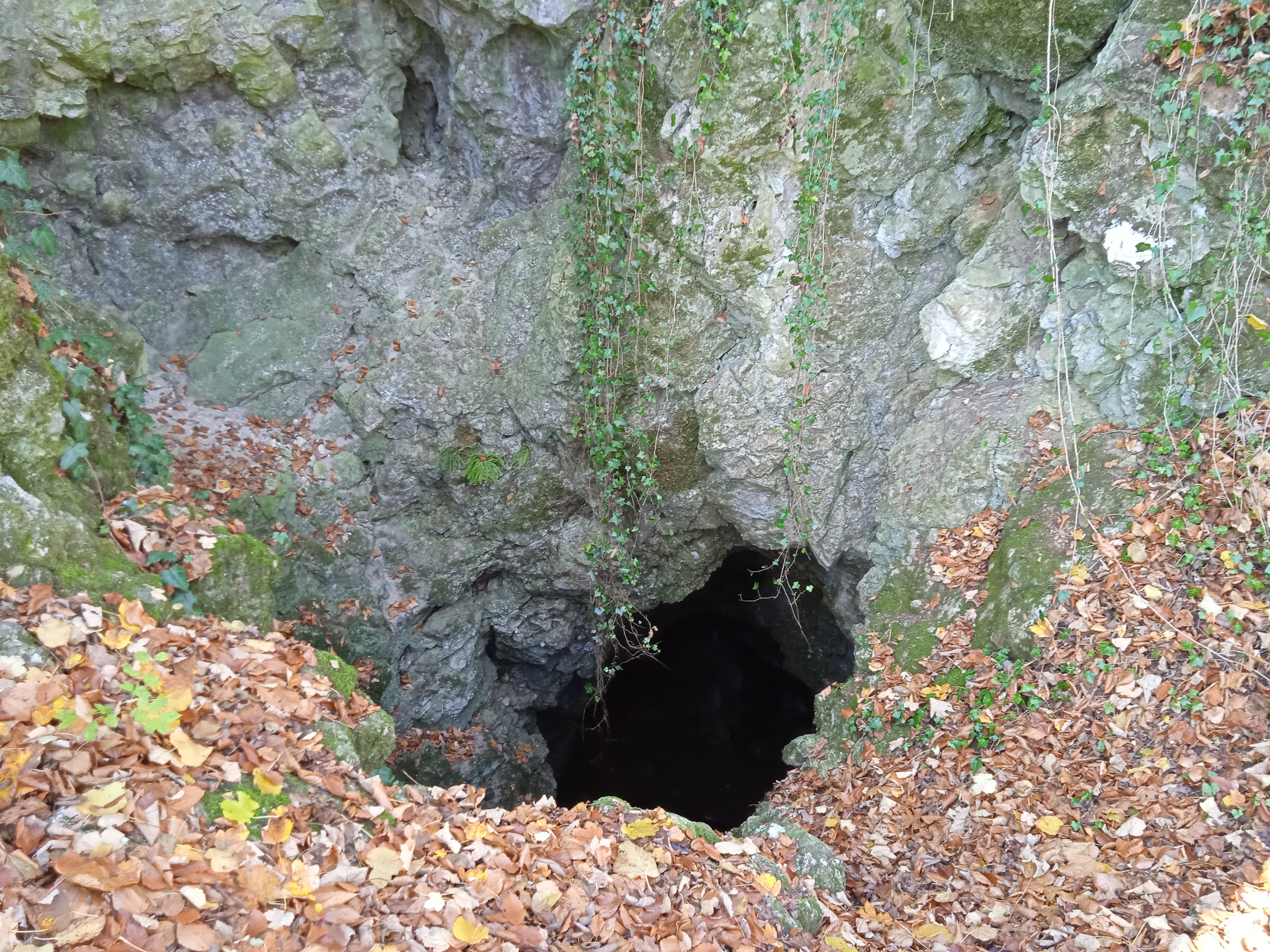
A Szopláki-ördöglyuk bejárata 2021-ben

Visszatértek a bejárati aknához, hogy a bal oldali ág mélységeibe ereszkedjenek le. A nyílás előtt keresztül-kasul elhelyezkedő korhadó szálfák fekszenek. 55–60°-osnak látszott a bevilágított üreg lejtése. A szálfákhoz erősített kötélen ereszkedtek le. Ennek a másik kavernáénál görgetegesebb a talaja. Néhány helyen mázsás kődarabok torlaszolják el az utat, amely hol balra, hol jobbra fordul, hol hirtelen zuhan. Pengve feszült a kötél. A rajta lévő csomók már a 35. métert mutatták, de még folytatódott a kaverna esése. Itt szekérnagyságú kőtömbök hevertek, amelyek olyan síkosak voltak az állandóan csepegő víz miatt, hogy alig tudtak rajtuk átvergődni. A falak a hangokat kísértetiesen, tompán, szakadozottan verik vissza. Mintha a mélységből buggyannának fel, hogy megrémisszék a vakmerő barlangjárót, aki az alvilág csendjét háborgatni meri.
A gyertya fénye egyszer csak nagyobb területet világított meg. Dómszerű, de a rengeteg kőgörgetegtől egyenetlen, ferde aljú terembe léptek be. Azaz inkább csúsztak, mert síkos, vizes itt minden. Zománcosan csillognak a falak. Araszos cseppkőgyertyák állnak a sziklákon, a boltozatról pedig 20–30 cm-esek függnek. Amíg kíváncsian nézelődtek, addig jobbról-balról suhanó, libbenő mozgást éreztek. A gyertyaláng lobogott, majd kialudt. Földi szemnek elképzelhetetlen sötétség vette körül őket. Egyre erősödött a suhogás, majd mintha valami meg-megérintette volna az arcukat. Megpróbáltak gyertyát gyújtani és ahogy a fény fellobbant, akkor látták, hogy sok denevér repked körülöttük. Úgy függtek egymásba kapaszkodva mint a rajzó méhek, de amint a gyertya fénye rájuk vetült, szinte nyüzsögve, forrva rebbentek szét és a folyosók sötétjében cincogva tűntek el.
A dómszerű teremből egy folyosó indul, amely szintén nagyon lejt. A görgő kövek azonban kisebbek és vastagabb a talaj guanórétege. A falakról vízcseppek gyöngyöznek sűrű barázdát szántva. A 60. métert jelezték kötelük csomói, de műszer nélkül nem tudták megállapítani, hogy milyen mélyen lehettek a felszíntől. Ahogy egyre lejjebb ereszkedtek, egyszerre csobogó zaj ütötte meg fülüket. Erősödött a csobogás. Gyertyáik bágyadtan, összezsugorodva, pislákolva égtek. De így is észrevették, hogy sugárban tör elő a víz a jobb oldali falból és keskeny, porlós fövenyű medret vájva, pár lépésnyi távolság megtétele után egy kőlyukba ömlik, amely pillanatok alatt elnyelte. Egy szikladudorra tapasztották gyertyáikat és leültek pihenni a kis patak mellé. Pihenés közben átgondolták a látottakat. Eszükbe jutott, hogy nem ez az egyetlen barlang a környéken. Sőt, barlangok egész csoportja van errefelé (pl. a Leány-barlang, a Legény-barlang, a Csévi-barlang, a Macska-barlang és a Klotild-barlang).
Gondolkodtak azon is pihenés közben, hogy milyen módon keletkeztek a Pilis hegység barlangjai és a Szopláki-ördöglyuk. Úgy, hogy a több-kevesebb szénsavat tartalmazó víz beszivárgott a kőzet hasadékaiba, majd a víz egy-egy paránya feloldott és a víz folyása közben magával sodort egy-egy mészparányt. Üregek, repedésmenti folyosók alakultak ki a lassanként feloldott és elszállított mészparányok helyén évszázezrek, talán évmilliók alatt. Egyre nagyobbak lettek és ha elérték egymást, akkor egymásba szakadtak, berogytak. Néhány részük kijutott a felszínre is és jelenleg mint szirtszakadékok, falak, tornyok, kőutcák, barlangbejáratok teszik a hegységet érdekessé. Órákig voltak a mélyben Szeghalmy Gyuláék és elérkezettnek látták az időt, hogy visszatérjenek a felszínre. A visszamászás azonban talán még nehezebb, mint a leereszkedés, mert a síkos kőrögökön át most már az egész testsúlyát kell emelnie a barlangjárónak. Ennek ellenére visszajutottak a bejárati aknába és néhány perccel később, bár vizesen, sárosan, de gazdagabban egy ritka élménnyel, megint fent voltak a napfényen, ahol úgy érezték a pokoli sötétség után, mintha szebb volna az erdő, tűzőbb a nap, villogóbb a fény, kedvesebb a madarak dala és összehasonlíthatatlanul kívánatosabb az élet.
Az 1941-ben publikált Magyar turista lexikonban külön szócikke van a barlangnak. A kiadvány szerint a Pilis hegységben, Pilisszentkereszt határában, a Kis-Szoplák tövében helyezkedik el a Szoplaki Ördöglyuk. Két szintből áll a barlang. Előcsarnoka lefelé folyamatosan tágul és két ágra oszlik, egy 17 m, valamint egy 21 m hosszúra, melyből további három oldalág indul: egy 11, egy 15 és egy 20 m-es. 57 m hosszú teremsorozatból áll az alsó szint. Nehezen járható a barlang, vastag guanóréteg borítja alját. Az Országjárás 1942. évi évfolyamában meg lett említve, hogy a Pilis hegységben körülbelül 30 barlang van és ezek között az egyik jelentős barlang a szoplaki barlang. Az 1943. évi Barlangvilágban az van írva, hogy a Pilis hegy egész oldala, a Kakas-hegy (Három-forrás környéke) tele van a kincskeresők által ásott gödrökkel. De főleg az Ördöglyuk nevű barlang. Ezen, ismerve az itt lakó alacsony műveltségű, könnyen hívő, babonás embereket, egyáltalán nem kell csodálkozni. Nagyon sokan keresgéltek a barlangban kincseket. Nemcsak pilisszentkeresztiek, hanem idegenek is többször ástak benne. Úgy gondolják a kincskeresők, hogy az elrejtett drágaságokat ezekben a folyosószerű barlangokban találják meg.
A Természettudományi Közlöny 1943. évi 230. pótfüzetében az olvasható, hogy a természetvédelemről szóló 1935. IV. tc. alapján az Országos Természetvédelmi Tanács 1939-ben történt létrejötte óta a földművelésügyi miniszternek a vallás- és közoktatásügyi miniszterrel egyetértve hozott határozatai alapján az Országos Természetvédelmi Tanács javaslatára törvényes védelem alá került pl. a Pilisszentkereszt határában lévő, Ördöglyuk nevű barlang 0,05 kataszteri holdnyi felszíni területtel (1942. július 28-tól a 90.831/1942. számú FM határozattal).
A Magyar Állami Földtani Intézet 1943. évi jelentésében szó van arról, hogy a Pilis hegység legnagyobb barlangja a Nagyszoplákhegy tövében nyíló Ördöglyuk. A Turisták Lapja 1943. évi évfolyamában publikált, Vastagh Gábor által írt levél szerint a budapesti turistákat a Pilis hegység helyei közül leginkább pl. az Ördöglyuk nevű barlang, amely Pilisszentkereszt határában fekszik, érdekli és az 1943. évi Természettudományi Közlönyben (április–júniusi szám) felsorolt, védetté nyilvánított sok hely (köztük az Ördöglyuk nevű barlang is) valószínűleg azért lett védett, mert (a törvény szerint) különlegesen érdekesek, vagy tájképi szépségük miatt a természetélvezet (turistaság, kilátás, tartózkodás), illetve testedzés szempontjából különösen értékesek.
Az 1948. évi Hidrológiai Közlönyben meg van említve, hogy nagyon sok fejtörést okoz a Két-bükkfa-nyereg alatti völgyben található szoplaki Ördöglyuk barlangja. A völgyfenék felett kis magasságban, aknaszerűen nyílik, majd föld alatti termekké szélesedik ki, ezek már a szomszédos völgyfenék alá nyúlnak. Minden bizonnyal utólag keletkezett víznyelőbarlang, amely később omlásokkal is sokat tágult. Forrásbarlangiak az oldalágai. Körülötte, a sziklafalakon apró forrásbarlangi nyílás és sok kicsi járat figyelhető meg. Az 1948-ban kiadott Pilis-hegység útikönyv szerint a Két-bükkfa-nyeregből indulva és általában DK-i főirányt tartva a kanyargó és lefelé meredeken lejtő úton (0,5 óra múlva) érhető el a Szoplaki Ördöglyuk, amely az úttól jobbra, az út felett lévő, mohos és nagy sziklák aljában helyezkedik el. Az Ördöglyuk dachsteini mészkőben tátongó barlang. Az üreg előcsarnoka lefelé tágul és két ágra, egy 17 m és egy 21 m hosszúra válik. Az előcsarnok bal oldalán kürtő található, 25 m mélységben pedig cseppkövek. Kissé jobbra egy nagyobb terem húzódik, amely a barlang bejáratától mérve 56 m mélységig tart. Mindenképp érdemes megtekinteni a barlangot, de nagyon nehezen járható.
Az 1953. évi Földrajzi Értesítőben publikált, Láng Sándor által írt tanulmányban az olvasható, hogy a szoplaki Ördöglyuknak dachsteini mészkőben, kb. 430 m tszf. magasságban, a Hármas-forrás völgyének alluviumától csak 6–8 m-rel magasabban van a bejárata. Az egyik sziklafal K-i tövénél lévő széles bejárati aknája kb. 12 m mély. A barlangban kevés cseppkő van. Minden bizonnyal aktív forrásbarlang volt, mert hévizes nyomok nem találhatók benne. A Szopláki-ördöglyuktól D-re kb. 50 m-re van egy másik, de kisebb forrásbarlang (Szoplák-völgyi Rókalyuk). A publikációban lévő 6. ábrán, a Pilis hegy hosszmetszet térképén látható a Pilis hegyen lévő barlangok körülbelüli földrajzi elhelyezkedése. A rajzon megfigyelhető az Ördöglyuk földrajzi elhelyezkedése. A tanulmányba bekerült a barlang alaprajz térképvázlata, egyik részének hosszmetszet térképvázlata, másik részének pedig függőleges metszet térképvázlata. A térképvázlatok elkészítéséhez a barlangot Láng Sándor mérte fel, majd Márkus a felmérés alapján rajzolta meg a barlang 3 térképvázlatát.
Az 1954. évi Földrajzi Értesítőben szó van arról, hogy a Pilis hegyen sok barlang található, pl. a Szopláki-ördöglyuk. A Karszt- és Barlangkutatási Tájékoztató 1959. decemberi számában közölve lett, hogy a szoplaki Ördöglyuk-barlang térképe az 1959. novemberi szám térképmellékleteként jelent volna meg, de expediálási okok miatt kimaradt belőle és csak az 1959. decemberi számhoz csatolva kapják meg az olvasók. Díjtalan ez a térképmelléklet. 1959-ben a Szentendrei Idegenforgalmi Hivatal bejelentése alapján a Természettudományi Ismeretterjesztő Társulat arról értesítette a Magyar Karszt- és Barlangkutató Társulatot, hogy Pilisszentkereszt határában egy érdekes patakos barlangot fedeztek fel, amely mint kiderült nem új barlang, hanem a Szopláki-ördöglyuk volt. Magyari Gábor és Palánkai János mentek ki a helyszínre megvizsgálni az újnak hitt barlangot.

### 1967–2000

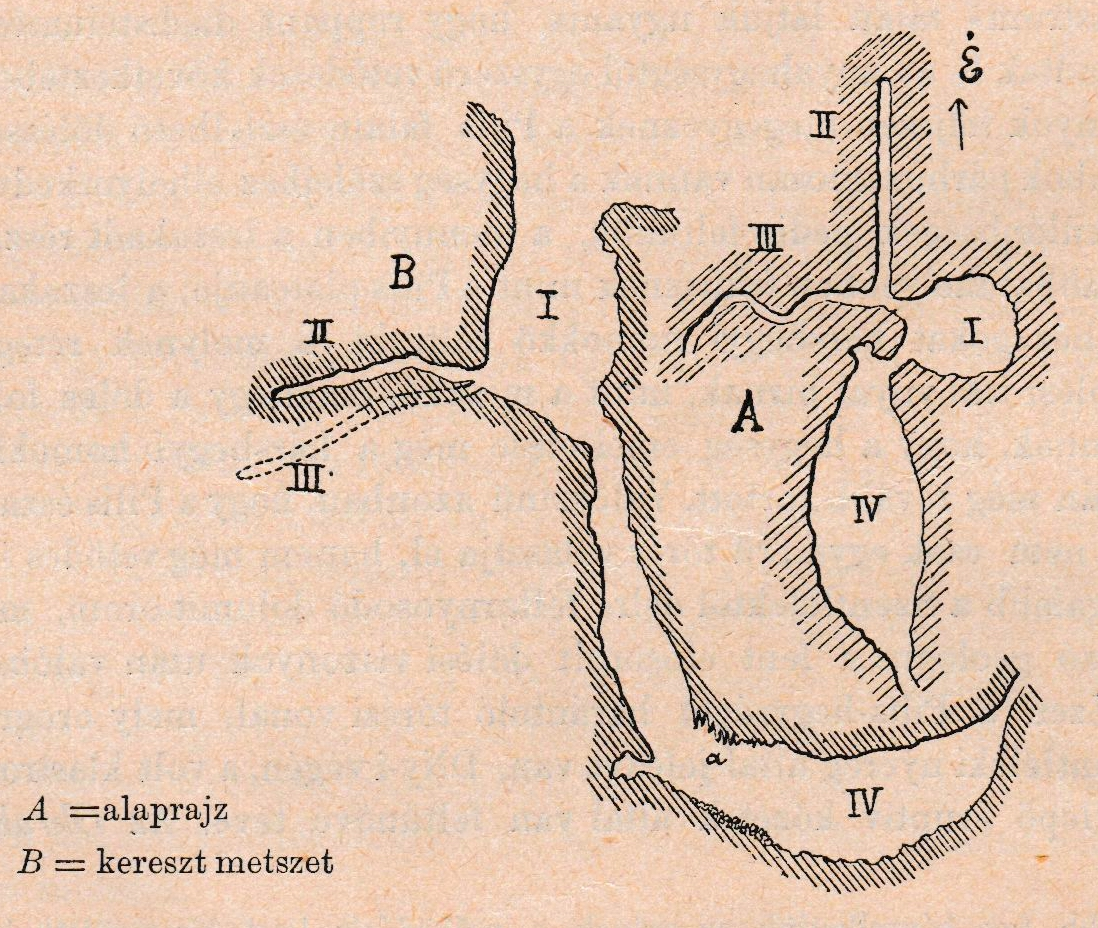
A Schafarzik Ferenc által készített Szopláki-ördöglyuk térkép

Az 1967-ben napvilágot látott Pilis útikalauz című könyvben az van írva, hogy Pilisszentkereszttől kb. 3 km-re, a Kis-Szoplak DK-i végén, a Hármas-forrás völgyében, a Két-bükkfa-nyereg felé tartó zöld jelzésű turistaút Ny-i oldalán, meredek sziklafal oldalában, 500 m tszf. magasságban található a Szoplaki-ördöglyuk tág bejárata. 10 m mélységbe vezet a 4×5 m-es szájú szakadék. 3–4 m után mindenhol aláhajlik sziklafala, és hatalmas kupolát alkot. Barlangi agyagba ágyazott törmelék képezi a Hall nevű bejárati terem fenekét. A bejárati nyílás hatalmas ablakként tátong mennyezetén. Az ablakon át a tág üregbe a fény a közeli fák által már kissé megszűrve hatol be. Alján a törmelék között még árnyékot és nedvességet kedvelő növényzet is tenyészik. A Hallból kezdődnek a közös torkolatba összefutó emeleti járatok (ezek két folyosóból állnak).
Az elülső járat 17 m hosszan járható, 1,5–2 m magas és É–D irányú törés mentén jött létre. A tető berogyása zárja el végét. A törmelék feletti nyíláson áttörő erős huzat és a járat formaelemei azt sejtetik, hogy a folyosó tovább folytatódik. A hátsó járat 16 m hosszú. Ez jobbra-balra kanyarogva kb. 4 m-t ereszkedik lefelé. Ezért lett a neve Csigalépcső. Agyag zárja el végét. A Hallnak az emeleti járatokkal szemközti oldalán kezdődik egy meredeken lejtő folyosó, amelyben 20 m ereszkedés után a tág Óriás-terembe lehet érkezni. Szunnyadó denevérek tömege fedi mennyezetét, alját kőtörmelék és guanóhalmok. Rövid és szűk járat figyelhető meg a terem É-i oldalán. Kalcitkristályok képződtek falán. Közelében, minden irányban körív metszésű, szabályos gömbfülke tekinthető meg.
Az Óriás-teremből keskeny, alacsony, lejtő, törmelékkel borított járat indul, amely az É–D irányú és hosszú Belső-teremben végződik. Falain néhány helyen gömbfülkék vannak, végén helyezkedik el az Ilka-fő nevű cseppkőzuhatag. Alatta hason csúszva még egy kis terem érhető el, amelynek végét törmelékdomb teszi járhatatlanná. A barlang 100 m hosszú és 40 m függőleges kiterjedésű. A barlangot eredetileg minden bizonnyal a törésvonalak mentén feltörő ősi hévizek hozták létre, később azonban felnyílt a Hármas-forrás völgyének bevágódásával és víznyelőbarlangként működött sokáig. Inaktívvá vált a völgy további bevágódásával. Jelenleg már száraz és pusztuló barlang. A Szoplaki-ördöglyuktól DK-re 50 m-re van a bejárata a Szoplák-völgyi Rókalyuknak.
Az 1971. évi Karszt- és Barlangkutatási Tájékoztatóban meg van említve, hogy a Pilis hegy É-i oldalán lévő Szopláki-ördöglyukat a feltörő hévíz hozta létre. Az 1971. évi Karszt és Barlangban megjelent, Boros Ádám által írt tanulmányban szó van arról, hogy jelenlegi ismereteink szerint Magyarországon egy olyan mohafaj van, amely csak barlangban fordul elő. Ez a mohafaj, az Amblystegium jungermannioides (A. Spucei), amely a szoplaki Ördög-lyuk mélyén, 10–12 m mélyen található meg. 1974-ben a Foton Barlangkutató Csoport elkészítette a barlang fénykép-dokumentációját. Az 1974-ben megjelent Pilis útikalauz című könyvben, a Pilis hegység és a Visegrádi-hegység barlangjainak jegyzékében (19–20. old.) meg van említve, hogy a Pilis hegység és a Visegrádi-hegység barlangjai között van az Ördöglyuk (Szoplaki-) és a Szoplaki-Ördöglyuk. A Pilis hegység barlangjait leíró résznek a Szoplaki-ördöglyukról szóló leírása megegyezik az 1967-ben kiadott útikalauz Szopláki-ördöglyukat bemutató leírásával.
Az 1976-ban befejezett Magyarország barlangleltára című kéziratban az olvasható, hogy a Pilis hegységben, a Pilis-vonulatban, Pilisszentkereszten lévő Szopláki Ördöglyuk további nevei Pilisi Ördöglyuk és Trisztoki Ördöglyuk. A Nagy-Szoplák csúcsától ÉK-re 100 m-re, az út Ny-i oldalán elhelyezkedő meredek sziklafal aljában, kb. 500 m tszf. magasságban van bejárata. A barlang 100 m hosszú és 40 m mély. Utólag víznyelővé alakult forrásbarlang, amelyben nagy termek találhatók. A kézirat barlangra vonatkozó része 6 irodalmi mű alapján lett írva.
1976-ban vált országos jelentőségű barlanggá a 4800-as (Pilis hegység) barlangkataszteri területen lévő, pilisszentkereszti Szoplaki-Ördög-lyuk. A Bertalan Károly és Schőnviszky László által összeállított, 1976-ban megjelent Magyar barlangtani bibliográfia barlangnévmutatójában meg van említve a Pilis hegységben lévő barlang Szoplaki-Ördög-lyuk néven. A barlangnévmutatóban fel van sorolva 9 irodalmi mű, amelyek foglalkoznak a barlanggal. Az 1976-ban összeállított országos jelentőségű barlangok listájában lévő barlangnevek pontosítása után, 1977. május 30-án összeállított országos jelentőségű barlangok listáján rajta van a Pilis hegységben, Pilisszentkereszten található barlang Szoplaki-ördöglyuk néven.
Az 1980. évi Karszt és Barlang 1. félévi számában publikálva lett, hogy a kiemelt jelentőségű Szoplaki-ördöglyuk a 4800-as barlangkataszteri területen (Pilis hegység) helyezkedik el. A barlangnak 4840/4. a barlangkataszteri száma. Az MKBT Dokumentációs Bizottsága a helyszínen el fogja helyezni, a többi kiemelt jelentőségű barlanghoz hasonlóan, a barlang fémlapba ütött barlangkataszteri számát. A barlangkataszteri szám beütéséhez alapul szolgáló fémlap ugyanolyan lesz mint a többi kiemelt jelentőségű barlang fémlapja. 1982. július 1-től az Országos Környezet- és Természetvédelmi Hivatal elnökének 1/1982. (III. 15.) OKTH számú rendelkezése (1. §. és 3. §., illetve 5. sz. melléklet) értelmében a Pilis hegységben lévő Szoplaki-barlang fokozottan védett barlang. Fokozottan védett barlang biológiai értékei miatt lett. Az 1982. szeptember–októberi MKBT Műsorfüzetben meg van említve, hogy a Pilis hegységben található Szoplaki-ördöglyuk fokozottan védett barlang. A felsorolásban a barlangnevek az MKBT által jóváhagyott és használt helyesírás szerint, javított formában lettek közölve.
Az 1984-ben kiadott Magyarország barlangjai című könyv országos barlanglistájában szerepel a Pilis hegység barlangjai között a barlang Szopláki-ördöglyuk néven Pilisi Ördöglyuk és Trisztoki Ördöglyuk névváltozatokkal. A listához kapcsolódóan látható a Dunazug-hegység barlangjainak földrajzi elhelyezkedését bemutató 1:500 000-es méretarányú térképen a barlang földrajzi elhelyezkedése. A könyvben meg van említve, hogy a barlang mélyén található hazánkban az egyetlen olyan moha, amelyik csak barlangban tenyészik, ez az Amblystegium jungermannioides. Alaprajz térképét és kiterített hossz-szelvény térképét Kárpát József, az Acheron Barlangkutató Szakosztály tagja készítette el 1987-ben, amelyek alapján hossza 145,8 m, mélysége 37,6 m és vízszintes kiterjedése 46 m.
Az 1989. évi Karszt és Barlangban lévő és Topál György által írt tanulmányban meg van említve, hogy az MKBT 1985-ben kijelölt 20 barlangot és a társulat ajánlotta a munkában önkéntesen résztvevőknek, hogy legyen ezekben évente elvileg egy-egy téli és nyári denevérszámlálás. A kijelölt barlangok közül 1988-ig pl. a Szoplaki-ördöglyukban történt denevér-megfigyelés. Több fajból álló denevéregyüttes fontos téli szállása volt a barlang az 1950-es és 1960-as években. Az állományt 8000–10.000 egyedre lehetett becsülni az intenzív gyűrűzések kezdetekor. Később ez a szám kissé lecsökkent, és 3000–6000 között ingadozott évszaktól függően. Mindig január és február hónapokban mutatkozott magasabb egyedszám.
Évekkel később, pl. 1983. januárban a telelő állatok száma már csak kb. 300 volt. Ezeknek többsége hegyesorrú denevér volt, amelyek kevés közönséges denevérrel (Myotis myotis) keveredtek. A 30 évvel azelőtt második leggyakoribb faj, a hosszúszárnyú denevér (Miniopterus schreibersii) pedig eltűnt innen teljesen. Szenthe István személyes közlése szerint 1985-ben ő kb. 1700 telelő Myotist látott, majd 1986. március elején a telelő állomány 700 példányból állt. Dobrosi Dénes 1988. február elején kb. 650 denevért (a legtöbb hegyesorrú denevér volt) figyelt meg a barlangban. Remélhető, hogy kevesebb téli zavarással legalább a jelenlegi népességszám állandósul ezen az egykor nagyon fontos telelőhelyen. A folyóirat 1989. évi különszámában napvilágot látott a tanulmány angol nyelvű változata. Ebben a tanulmányban Szoplaki Ördöglyuk a barlang neve.
A Kárpát József által írt 1991-es kéziratban meg van említve, hogy a Szopláki Ördöglyuk (Pilisszentkereszt) 120 m hosszú és 35 m mély. A Pilis hegység 8. leghosszabb és 8. legmélyebb barlangja. Az 1991-ben napvilágot látott útikalauzban meg van ismételve az 1967-es útikalauzban található barlangleírás. Az 1991. évi Földrajzi Közleményekben publikált és Hevesi Attila által írt tanulmányban szó van arról, hogy mivel a Pilis hegység sasbércvonulatai magasra emelkednek környezetükhöz viszonyítva, ezért tetőik közelében, homlokfalaikon sok régi forrásbarlang (pl. a Nagy-Szoplákon lévő Ördög-lyuk), hátaikon pedig néhány zsomboly található. Az 1992. évi MKBT Műsorfüzetben megjelent ismertetés szerint a Pilisben található, 1987-ben térképezett és 180 m hosszú barlang az Acheron Barlangkutató Szakosztály által térképezett jelentősebb barlangok közül az egyik.
Az 1996. évi barlangnapi túrakalauzban meg van említve, hogy a barlang látogatása csak a barlangverseny után, lehetőleg saját kötelek használatával történhet. Látogatása alkalmilag szerveződött, a regisztrációs sátortól indított (és oda visszaérkező) csoportokkal lehetséges. Túravezetőt csak indokolt esetben biztosítanak a szervezők. A túrakalauzban lévő barlangismertetésben az van írva, hogy Pilisszentkereszttől kb. 3 km-re, a Kis-Szoplák DK-i végén, a Hármas-forrás völgyében, a Két-bükkfa-nyereg felé haladó zöld jelzésű turistaút Ny-i oldalán, meredek, 10 m magas sziklafal aljában, 500 m tszf. magasságban van a Szoplaki Ördöglyuk bejárata. A barlang tág első aknája 10 m mélybe vezet. 2–3 m átmérőjű az akna teteje, lejjebb kiöblösödik nyílása, és a Hall 10×8 m-es, törmelékes, lejtős alján ér véget.
A terem felső, ÉNy-i végéből kezdődik két mellékág. Az É-ra tartó folyosó keskeny, 1–2 m magas, egyenes járat, amelynek elején szép cseppkőbaldachin van. Beljebb szinlőszerű formákat mutató, agyagos aljzatú része 18 m után törmelékbefolyással zárul. A DNy-i oldalág keskeny, cseppköves hasadékkal kezdődik, majd nemsokára csőszerű folyosóvá szűkül és 12 m után ellaposodik egy vízmedencénél. A Hallba visszatérve, a terem lejtőjének alján betonfal, felette vasrács maradványai figyelhetők meg. Itt indul a Sáros-akna, amely levezet a barlang alsó járataiba. 20 m kötél kell a leereszkedéshez, az első 10 m kb. 70° lejtésű, majd jobbra, derékszögben megtörve 45°-ossá válik, de itt is ajánlott kötelet használni a csúszós, agyagos törmelék miatt. Leereszkedve omladéklejtő van a járat alján, amely balra, az Óriás-terem oldott mennyezetű tág termébe nyílik.
A terem 17×5 m alapterületű és 3–5 m magas. Behullott fatuskókból, omladéktömbökből áll alja. A terem É-i végéből, a meredek törmeléklejtő mentén szűk lejtős járat kezdődik, amely a Belső-terembe torkollik. Ez a 20 m hosszú terem folyosó jellegű. A mennyezetet korróziós kupolák, vakkürtők tagolják, amelyekből cseppkőcsapok lógnak. A talajon denevérguanó van, amelybe néha, ha nem figyel a túrázó, bokáig lehet merülni. A terem végén balra az omladéktömbök mögött csőszerű, 5–6 m magas vakkürtő helyezkedik el. 2 m hosszú kúszójárat vezet az É-i végpontot jelentő, kis cseppköves terembe, amely nagy omladékheggyel zárul. A barlang az Acheron csoport felmérése alapján 146 m hosszú, 37,6 m mély és 46 m vízszintes kiterjedésű. A Szopláki-ördöglyuktól DK-re 50 m-re a Szoplák-völgyi Rókalyuk nyílik. A kiadványhoz mellékelve lett a barlang 1987-ben készült alaprajz térképe és kiterített hossz-szelvény térképe.
1997-ben vaskorláttal kerítették el és tették biztonságossá bejáratát. 1997. május 17-én Kraus Sándor rajzolt helyszínrajzot, amelyen a Szoplak-völgy üregeinek földrajzi elhelyezkedése van ábrázolva. A rajzon látható a Szoplaki-ördögluk földrajzi elhelyezkedése. Kraus Sándor 1997. évi beszámolójában az olvasható, hogy a fokozottan védett Szoplaki-ördögluk jelentős és veszélyeztetett barlang, amely további kutatást igényel. A jelentésbe bekerült az 1997-es helyszínrajz.
1998. május 14-től a környezetvédelmi és területfejlesztési miniszter 13/1998. (V. 6.) KTM rendelete szerint a Duna–Ipoly Nemzeti Park Igazgatóság illetékességi területén, a Pilis hegységben található Szoplaki-ördöglyuk az igazgatóság engedélyével látogatható. A 2000. évi Karsztfejlődésben meg van említve, hogy a Szoplaki Ördöglyuk víznyelővé alakult. A tanulmányban van egy ábra, amelyen látható a Pilis hegységben található néhány barlang és édesvízi mészkő előfordulás földrajzi elhelyezkedése. Az ábrán megfigyelhető, hogy a Szopláki-ördöglyuk (a rajzon Ördöglyuk a neve) mekkora függőleges kiterjedésű és mekkora tszf. magasságban helyezkedik el.

### 2001-től
2001. május 17-től a környezetvédelmi miniszter 13/2001. (V. 9.) KöM rendeletének értelmében a Pilis hegység területén lévő Szoplaki-ördöglyuk fokozottan védett barlang. Egyidejűleg a fokozottan védett barlangok körének megállapításáról szóló 1/1982. (III. 15.) OKTH rendelkezés hatályát veszti. Sásdi László 2002-ben készült kézirata szerint a Szoplaki Ördöglyuk freatikus járatrendszere víznyelővé alakult. A kéziratba bekerült a 2000. évi tanulmányban lévő ábra színes változata.
A 2003-ban kiadott Magyarország fokozottan védett barlangjai című könyvben az van írva, hogy a 4840/4 barlangkataszteri számú Szoplaki-ördöglyuk (Szoplaki-barlang, Trisztoki ördöglyuk, Pilisi Ördöglyuk) a Pilis hegységben lévő Pilisi-hegyekben, a Pest megyében található Pilisszentkereszten helyezkedik el. Az 1982 óta fokozott védelem alatt álló barlang 146 m hosszú, -37,6 m függőleges kiterjedésű és 46 m vízszintes kiterjedésű. A Pilis hegység triász mészkőtömegének és a Szentendrei–Visegrádi-hegység miocén vulkáni anyagból álló tömegének határa a Hármas-forrás-völgy, amely felér a Kétbükkfa-nyeregig. A nyereg közelében, az úttal párhuzamos sziklafal alján, 486 m tszf. magasságban van a barlang bejárata. A függőlegesen kezdődő, 4×5 m-es és lefelé táguló nyílása köré védőkorlát épült 1997-ben.
A Hall nevű terem mennyezetének felszakadásával jött létre a bejárat, amelyet az erdőjáró emberek már régóta ismertek. 1883-ban került sor feljegyzett első bejárására. Ekkor a terület geológiai feldolgozását végző Schafarzik Ferenc (geológus) járt benne. Csak az Óriás-teremig jutott el ő, de Schőnviszky László már az egész teremsort említette 1937-ben. A triász mészkő DNy-ra dőlő rétegzettségét a benne sok helyen megfigyelhető algagyepes szerkezetek szemléltetik. A környező sziklákon is megtalálható törési síkok irányának megfelelő volt a vízszint alatti oldódással történt üregesedés. Később bejutott, de legalábbis beszivárgott a barlangba a kőzethatáron mélyülő völgy patakja, de a felszíni patakmeder oldalra tolódásával megváltozott ez a helyzet.
A fagyrepesztés miatt lehulló kőzetdarabok módosították a magasabban elhelyezkedő termek tetejét. A bejárati akna is így nyílt meg. A barlangban jelenleg nagyon változik a csepegés mértéke az esőtől, hóolvadástól függően. Aránylag magas termek sora és sok törmelék jellemző a barlangra. Az aljzat sáros, csúszós, valamint guanóval fedett. Kevés cseppkő és sok szép oldásforma van benne. Formakincse változatos a keletkezésének megfelelően. A Belső-teremben vannak a legjobban látható eredeti oldásformák. A magas középső részen egymásba oldódott gömbfülkék és gömbüstök sokasága tekinthető meg. Az ettől D-re lévő alacsonyabb szakasz mennyezetén a Kuszoda nevű részig kb. 30 cm átmérőjű oldott főtecsatorna kanyarog. Ennek a résznek a Ny-i falán oldásos szinlővályú alakult ki, felette pedig körbefut egy cseppkőszinlő vonala. Mindkettő a régi vízszintet jelzi, de más volt a víz vegyi összetétele. Nem párhuzamos egymással a két sík, ami a keletkezésük közti időben történt hegységbillenést bizonyítja.
Az Óriás-terem és a Hall mennyezete a lefagyott darabok következtében szögletes, sarkos felszínű. A páralecsapódás miatt történt oldódás itt is és a belső, eredeti formakincsű kőzetfelületeken is előhívta a kőzet ősmaradványait, szerkezeti repedéseit, kalciterecskéit. Ezt fedi a fiatal cseppkőkéreg néhány helyen, míg sok helyen már visszaoldódtak a kiválások is. A Hall oldaljárataiban és az alsó szint É-i végén (Hevesi-terem) vannak a régi kitöltés szintjét mutató, cseppkővel cementált üledékmaradványok. Ez a patakbecsorgás kimosó hatására keletkezhetett, amikor mélyebb szintre került a felhalmozódott anyag. A fagyhatásra leomlott helyi kőzetanyagon kívül az Óriás-terem és a Hall aljzatát felszínről is behullott, ismeretlen vastagságú agyagos kőzettörmelék képezi. A Belső-terem alján a kőtömbök közti mélyedéseket a barlangban élő denevérek ürüléke tölti ki.
Kisebb időszakos pocsolyák vannak néhány helyen, sőt állandó tavacska alakult ki a Csigalépcső-járat végén. A felszíni csapadéknak és hőmérsékletnek megfelelően nagyon változó a csepegő víz, valamint a járatok falán és mennyezetén lévő kondenzációs páracseppek mennyisége. A barlangban kevés a látványos cseppkő. A falakat több helyen fedi cseppkőkéreg, ezeknek ma is fejlődnek egyes csoportjai. A cseppkövek egy része száraz, egy része visszaoldott guanótól. Nem ritkák a kis függőcseppkövek és szalmacseppkövek. Visszaoldottan bemélyed a Belső-teremben a régi omladék tömbjein nőtt állócseppkőkúpok teteje. A Belső-teremben és a Csigalépcső-járat közepén régi cseppkőmedence szinlője található. A Belső-terem és a Hevesi-terem közti átjáróban lévő törmelék alatt szép, még ép cseppkőgátacskák bújnak meg. A Hall mindkét oldaljáratában vannak fűrészfogas cseppkőlécek a repedések mentén gyakori, többféle borsókövel váltakozva. Ritkán megesik az is, hogy borsókő ül a fűrészfogas cseppkövön.
A Budai-hegység és a Pilis hegység egyik legfontosabb denevértanyahelye. Évek óta rendszeresen számolják a telelő állomány nagyságát és figyelik barlangon belüli előfordulásuk időbeli változását. A barlang a telelési időszakban nem tekinthető meg a denevérek védelme miatt. A Duna–Ipoly Nemzeti Park Igazgatóság engedélye kell a lezárt, kötéltechnikai eszköz alkalmazásával járható barlang szezonális bejárásához. A kiadványba bekerült a barlang 1987-ben készült hossz-szelvény térképének színes változata és egy Fehér Katalin által készített, színes fénykép, amelyen a barlang belülről fényképezett bejárati aknája látható.
2005. szeptember 1-től a környezetvédelmi és vízügyi miniszter 22/2005. (VIII. 31.) KvVM rendelete szerint a Duna–Ipoly Nemzeti Park Igazgatóság működési területén, a Pilis hegységben található Szoplaki-ördöglyuk a felügyelőség engedélyével látogatható. 2005. szeptember 1-től a környezetvédelmi és vízügyi miniszter 23/2005. (VIII. 31.) KvVM rendelete szerint a Pilis hegységben lévő Szoplaki-ördöglyuk fokozottan védett barlang.
A 2005-ben napvilágot látott Magyar hegyisport és turista enciklopédia című kiadványban önálló szócikke van a barlangnak. A szócikk szerint a Szoplaki-Ördöglyuk a Pilis hegységben található és fokozottan védett természeti érték. A Pilisszentkeresztről a Két-bükkfa-nyereg felé vezető turistaút közelében, 486 m tszf. magasságban van a bejárata. Régóta ismerték bejárati részét. Első feljegyzett látogatása 1883-ból származik. A triász mészkőben keletkezett, 146 m hosszú és 38 m mély, elágazó, aknákkal tagolt rendszert elsődlegesen a meleg vizek hozták létre, majd később víznyelőként működött. A falakat szép, oldott formák, a járatok egy részét cseppkő díszíti. Jelentős denevér-telelőhely, a guanó vastagon fedi a Belső-termet. A lezárt barlang csak szezonálisan, engedéllyel, technikai eszközök használatával tekinthető meg.
2007. március 8-tól a környezetvédelmi és vízügyi miniszter 3/2007. (I. 22.) KvVM rendelete szerint a Duna–Ipoly Nemzeti Park Igazgatóság működési területén lévő Pilis hegységben elhelyezkedő Szoplaki-ördöglyuk az igazgatóság engedélyével tekinthető meg. A Magyar Karszt- és Barlangkutató Társulat 2012. évi barlangnapján az egyik, barlangtúrázásra ajánlott barlang volt a Szopláki-ördöglyuk, amelyben csak elektromos lámpával lehetett közlekedni. 2013-ban féléves bontás után az Ariadne Karszt- és Barlangkutató Egyesület tagjai jutottak 111 méter mélyre egy tág víznyelőjáratban. Ebben az évben fosszilis orrszarvú és vadló csontokat találtak benne, valamint néhány középkori kerámia került elő.
2013. július 19-től a vidékfejlesztési miniszter 58/2013. (VII. 11.) VM rendelete szerint a Szopláki-ördöglyuk (Pilis hegység, Duna–Ipoly Nemzeti Park Igazgatóság működési területe) az igazgatóság hozzájárulásával látogatható. 2015. november 3-tól a földművelésügyi miniszter 66/2015. (X. 26.) FM rendelete szerint a Szoplaki-ördöglyuk (Pilis hegység) fokozottan védett barlang. 2021. május 10-től az agrárminiszter 17/2021. (IV. 9.) AM rendelete szerint a Szopláki-ördöglyuk (Pilis hegység, Duna–Ipoly Nemzeti Park Igazgatóság működési területe) az igazgatóság engedélyével látogatható. A 13/1998. (V. 6.) KTM rendelet egyidejűleg hatályát veszti.

## További irodalom
- Szücs Gyula: Pilisszentkereszt és környéke. Budapest, 1913. 24., 47–50. old.
- Vályi András: Magyar Országnak leírása. 1. köt. Buda, 1796. (Schőnviszky László 1937. évi tanulmánya szerint említve van benne közvetve a barlang.)